# Castello di Pau
Il  castello di Pau (in francese: château de Pau) è il monumento principale della città francese di Pau, capoluogo del Béarn, nel dipartimento dei Pirenei Atlantici, in Aquitania (Francia sud-occidentale).
L'edificio, uno dei più bei castelli della Francia meridionale, è classificato come monumento storico di Francia (dal 1840).
Il 13 dicembre 1553 vi nasceva Enrico IV di Francia, il promulgatore dell'Editto di Nantes (1598), ricordato con una statua in loco..

## Storia

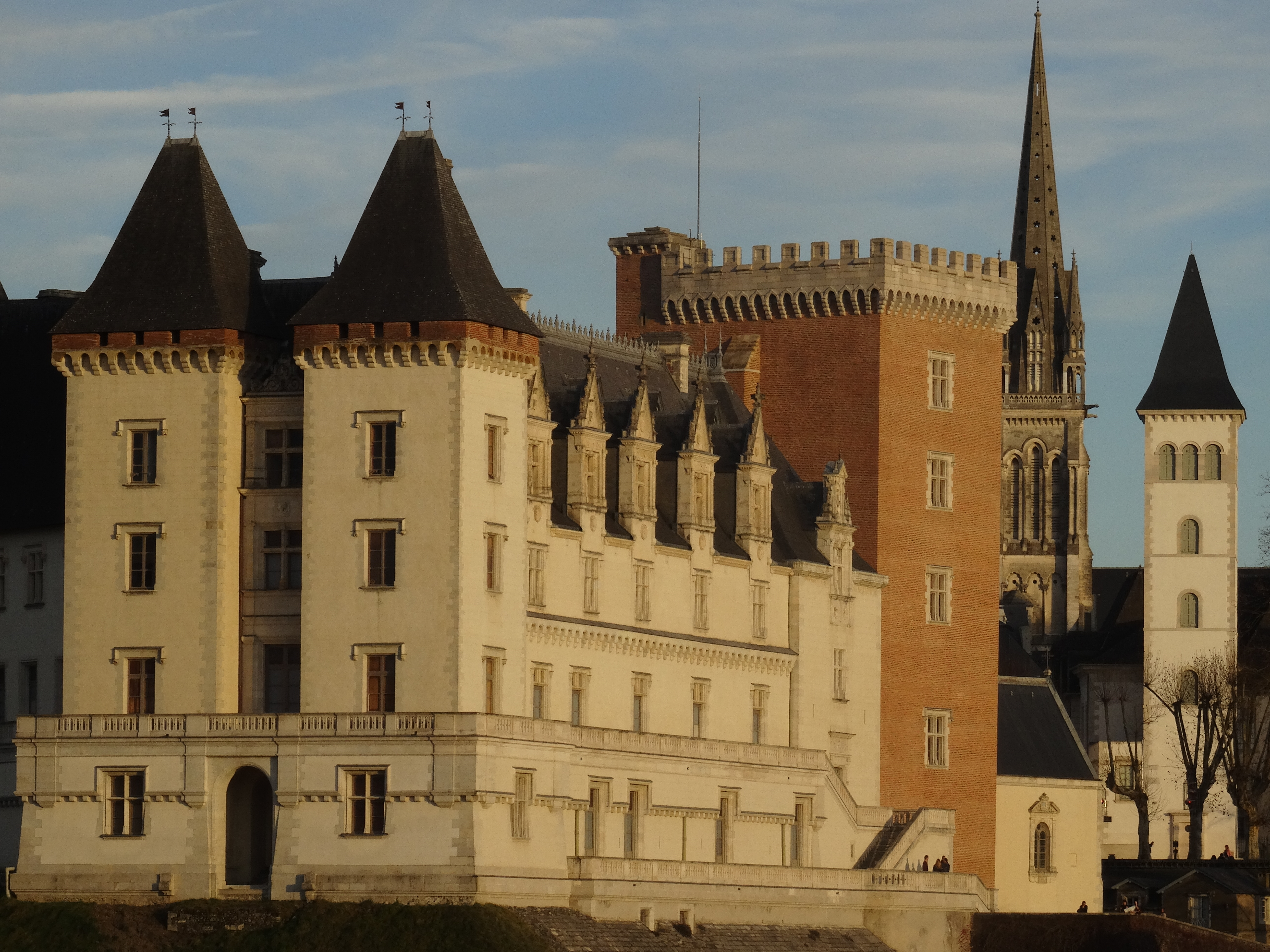

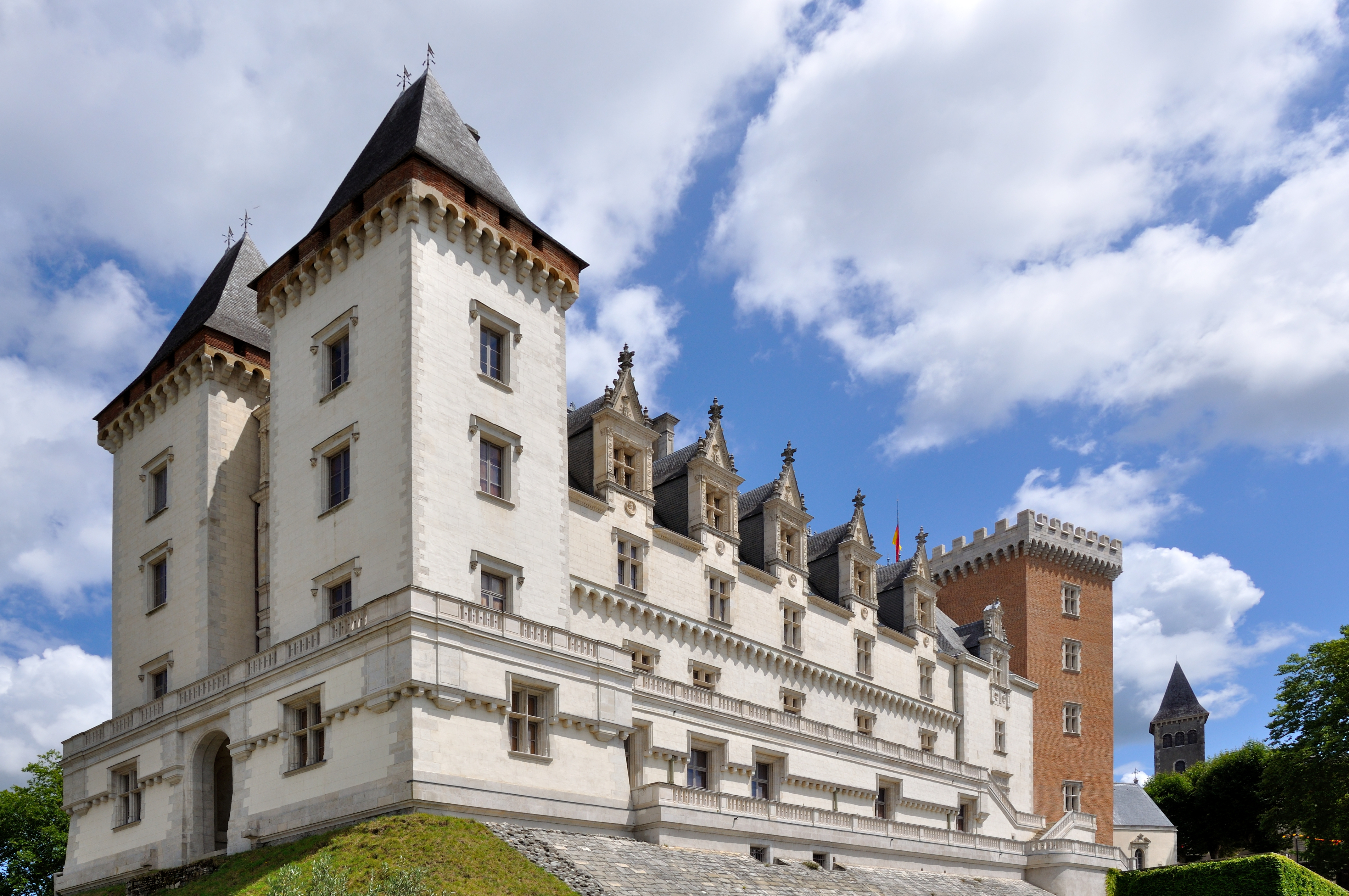
Il castello visto dal parco

Le origini del castello risalgono all'XI secolo, quando i Visconti di Béarn fecero erigere a Pau una fortezza.
Nel XIV secolo Gastone Febo di Foix, signore del Béarn e Conte di Foix (1343-1391), fece rimodellare la fortezza preesistente in un vero e proprio castello, per destinarlo a dimora del casato.
Successivamente l'edificio venne ancora trasformato. Fra il 1529 e il 1533 assunse le forme odierne di fastosa residenza rinascimentale.
Nel 1864 Napoleone III fece abbattere l'ala orientale del castello, sostituendola con l'elegante portico di stile rinascimentale.

## Caratteristiche
Il castello è oggi sede del Musée Régional Béarnais. Nei saloni d'epoca sono esposti mobili del XVIII secolo e una collezione di arazzi fiamminghi del XVI-XVIII secolo. 
Vi si trova la stanza dove nacque Enrico IV di Francia, del quale vi si conserva la culla in tartaruga
Fu anche residenza di Margherita d'Angoulême (1492-1542), sorella di Francesco I di Francia.

## Ubicazione
Il castello sorge al centro della cittadina, al numero 2 di Rue du Château, vicino ai monumenti principali e a sud del Museo Bernadotte.